# Bodianus loxozonus
 Bodianus loxozonus és una espècie de peix de la família dels làbrids i de l'ordre dels perciformes.

## Morfologia
Els mascles poden assolir els 47 cm de longitud total.

## Distribució geogràfica
Es troba des de la Polinèsia Francesa fins al Japó i Nova Caledònia.